# Nicola Olyslagers
Nicola Olyslagers (nacida Nicola McDermott, Gosford, 28 de diciembre de 1996) es una deportista australiana que compite en atletismo, especialista en la prueba de salto de altura.
Participó en dos Juegos Olímpicos de Verano, obteniendo dos medallas de plata, en Tokio 2020 y París 2024.
Ganó una medalla de bronce en el Campeonato Mundial de Atletismo de 2023 y dos medallas de oro en el Campeonato Mundial de Atletismo en Pista Cubierta, en los años 2024 y 2025.

## Palmarés internacional
| Juegos Olímpicos                     | Juegos Olímpicos      | Juegos Olímpicos  | Juegos Olímpicos |
| Año                                  | Lugar                 | Medalla           | Prueba           |
| ------------------------------------ | --------------------- | ----------------- | ---------------- |
| 2020                                 | Tokio (Japón)         | Medalla de plata  | Salto de altura  |
| 2024                                 | París (Francia)       | Medalla de plata  | Salto de altura  |
| Campeonato Mundial                   |                       |                   |                  |
| Año                                  | Lugar                 | Medalla           | Prueba           |
| 2023                                 | Budapest (Hungría)    | Medalla de bronce | Salto de altura  |
| Campeonato Mundial en Pista Cubierta |                       |                   |                  |
| Año                                  | Lugar                 | Medalla           | Prueba           |
| 2024                                 | Glasgow (Reino Unido) | Medalla de oro    | Salto de altura  |
| 2025                                 | Nankín (China)        | Medalla de oro    | Salto de altura  |